# Бенефіс Савелія Крамарова
«Бенефіс Савелія Крамарова» — радянський телевізійний фільм-спектакль, бенефіс актора Савелія Крамарова, поставлений режисером Євгеном Гінзбургом. Це була перша велика робота Гінзбурга у цьому жанрі, створена після першої і останньої державної нагороди Савелія Крамарова — звання заслуженого артиста РРФСР.

## Сюжет
У програмі також демонструвалися уривки з кінофільмів, де брав участь Савелій Крамаров — «Прощайте, голуби», «Джентльмени удачі» й інших.

## Музичні номери
- «Дерев'яні конячки» (муз. Марка Мінкова, вірші Едуарда Шима). Вик. Валентина Шарикіна і Михайло Державін.
- «Вірую» (муз. Євгена Стіхіна, вірші Григорія Поженяна, з кінофільму «Потяг у далекий серпень»). Вик. Валентин Нікулін
- «Старі слова» (муз. Оскара Фельцмана, вірші Роберта Рождественського). Вик. Людмила Гурченко.
- «Пісня господині» (фрагмент фільму «Тютюновий капітан»)
- «Пісня ковбоя». Вик. Савелій Крамаров.
- Фрагмент з оперети «Моя прекрасна леді». Вик. Тетяна Шмига.
- «Пісня про вічний рух» (фрагмент фільму «Ця весела планета») (муз. Давид Тухманов, вірші Володимир Харитонов).

## У ролях
- Савелій Крамаров —  камео
- Валентина Шарикіна —  камео
- Михайло Державін —  камео
- Тетяна Шмига —  камео
- Валентин Нікулін —  камео
- Людмила Гурченко —  камео
- Володимир Шубарін —  камео

У фільмі також брала участь Балетна трупа Московського театру Оперети.

## Знімальна група
- Режисер: Євген Гінзбург
- Сценарист: Борис Пургалін
- Оператори: О. Богданов, Ю. Афанасьєв
- Редактори: Борис Пургалін, Н. Грешішцева.
- Автори пісень і інтермедій: Марк Мінков, Едуард Шим, Леонід Чижик, Григорій Горін, Аркадій Хайт, Олександр Левенбук, Я. Осенка, Євген Стіхін, Григорій Поженян, Оскар Фельцман, Роберт Рождественський, Лев Шварц, Варлен Стронгін, Борис Пургалін, В. Кулль, Давид Тухманов, Дмитро Іванов, Ігор Цвєтков.